# CD O'Higgins
Club Deportivo O'Higgins is een Chileense voetbalclub uit de stad Rancagua. De club werd op 7 april 1955 opgericht na een fusie van de clubs O'Higgins America en Braden. De club is vernoemd naar de nationale volksheld van Chili, vrijheidsstrijder Bernardo O'Higgins.
De enige prijs die de club tot nog toe haalde is de titel in de tweede klasse in 1964. O'Higgins is een typische liftploeg die tussen eerste en tweede klasse pendelt. De club nam drie keer deel aan de Copa Libertadores (1979, 1980 en 1984) en wist zich in 1992 te plaatsen voor de Copa CONMEBOL.
De thuishaven van O'Higgins is het Estadio El Teniente, dat een capaciteit heeft van 14.450 toeschouwers. In 2011 stond de club enige tijd onder leiding van trainer-coach en oud-international Ivo Basay, die 24 interlands (zes goals) speelde voor Chili in de periode 1986-1997.

## Erelijst
- Copa Chile

Finalist: 1983, 1994
- Segunda División

1964

## Spelers
- Cristián Cuevas

## Trainer-coaches
- Francisco Hormazábal (1955-1956)
- Salvador Calvente (1957)
- Carlos Sponec (1957)
- José Salerno (1958-1960)
- Carlos Olandelli (1960)
- Roberto Rodríguez (1961)
- Hernán Carrasco (1961)
- Ladislao Pakozdy (1961-1962)
- José Pérez (1963-1967)
- Dante Pesce (1968)
- Leonardo Bedoya (1968-1969)
- Jorge Aretio (1970)
- Leonardo Bedoya (1971)
- Hernán Carrasco (1972)
- Luis Vidal (1972)
- Obidio Casartelli (1972)
- Caupolicán Peña (1972)
- Luis Vera (1973)
- Jorge Aretio (1973)
- Jorge Venegas (1974)
- Leonardo Bedoya (1974-1975)

- José Pérez (1975)
- Jorge Aretio (1975)
- Armando Tobar (1976-1977)
- Nelson Oyarzún (1978)
- Francisco Molina (1978-1979)
- Luis Santibáñez (1980-1982)
- Orlando Aravena (1982)
- Germán Cornejo (1983-1984)
- Leonardo Bedoya (1984)
- Jorge Luco (1985)
- Manuel Cáceres (1985)
- Luis Santibáñez (1986)
- Jaime Campos (1986)
- Eugenio Jara (1987)
- Ricardo Horta (1987)
- Juan Carlos Gangas (1988)
- Nelson Acosta (1988-1991)
- Germán Cornejo (1992)
- Manuel Pellegrini (1992-1993)
- Roberto Hernández (1994-1995)
- Roque Alfaro (1996)

- Jorge Socías (1996)
- José Sulantay (1997)
- Gerardo Pelusso (1997)
- René Serrano (1998-1999)
- Eduardo Salas (2000)
- Guillermo Páez (2000-2001)
- Joel Retamal (2001)
- Rubén Espinoza (2001)
- Luis Droguett (2002)
- Eduardo Salas (2003-2004)
- Sergio Nichiporuk (2004)
- Nelson Cossio (2005)
- Gerardo Silva (2005)
- Jorge Garcés (2006-2007)
- Jorge Sampaoli (2008-2009)
- Gerardo Silva (2009)
- Roberto Hernández (2010)
- Marco Antonio Figueroa (2010)
- Ivo Basay (2010-2011)
- Cristian Arán (2011)
- José Cantillana (2011)
- Eduardo Berizzo (2011-)

## Copa Libertadores
Club Deportivo O'Higgins nam drie keer deel aan de Copa Libertadores: 1979, 1980 en 1984.

### Copa Libertadores 1979
| Seizoen                                                                              | Datum      | Wedstrijden       | Wedstrijden | Wedstrijden       | Uitslag |
| ------------------------------------------------------------------------------------ | ---------- | ----------------- | ----------- | ----------------- | ------- |
| 1979 Groep 4                                                                         | 28.02.1979 | CD O'Higgins      | –           | CD Palestino      | 1 – 1   |
| 1979 Groep 4                                                                         | 18.03.1979 | Portuguesa FC     | –           | CD O'Higgins      | 1 – 1   |
| 1979 Groep 4                                                                         | 21.03.1979 | Deportivo Galicia | –           | CD O'Higgins      | 0 – 1   |
| 1979 Groep 4                                                                         | 29.03.1979 | CD Palestino      | –           | CD O'Higgins      | 1 – 0   |
| 1979 Groep 4                                                                         | 11.04.1979 | CD O'Higgins      | –           | Portuguesa FC     | 1 – 1   |
| 1979 Groep 4                                                                         | 15.04.1979 | CD O'Higgins      | –           | Deportivo Galicia | 6 – 0   |
| CD O'Higgins eindigt als tweede in groep 4 en is uitgeschakeld voor de halve finales |            |                   |             |                   |         |

| Naam               | Min. | Duels | B | Werd in het veld gebracht | Werd van het veld gehaald | Goal | Kreeg geel | Kreeg voor de tweede keer geel en dus rood | Weggestuurd |
| ------------------ | ---- | ----- | - | ------------------------- | ------------------------- | ---- | ---------- | ------------------------------------------ | ----------- |
| Eduardo Bonvallet  | 540' | 6     | 6 | 0                         | 0                         | 0    | 0          | 0                                          | 0           |
| Luis Droguett      | 540' | 6     | 6 | 0                         | 0                         | 0    | 0          | 0                                          | 0           |
| Rogelio Farias     | 396' | 6     | 5 | 1                         | 2                         | 1    | 0          | 0                                          | 0           |
| Santiago Gatica    | 540' | 6     | 6 | 0                         | 0                         | 1    | 0          | 0                                          | 0           |
| Miguel Leyes       | 540' | 6     | 6 | 0                         | 0                         | 0    | 0          | 0                                          | 0           |
| Miguel Ángel Neira | 540' | 6     | 6 | 0                         | 0                         | 2    | 0          | 0                                          | 0           |
| Víctor Pizarro     | 373' | 6     | 6 | 0                         | 3                         | 2    | 0          | 0                                          | 0           |
| Waldo Quiroz       | 540' | 6     | 6 | 0                         | 0                         | 1    | 0          | 0                                          | 0           |
| René Serrano       | 540' | 6     | 6 | 0                         | 0                         | 0    | 0          | 0                                          | 0           |
| René Valenzuela    | 540' | 6     | 6 | 0                         | 0                         | 1    | 0          | 0                                          | 0           |
| Osvaldo Vargas     | 466' | 6     | 6 | 0                         | 2                         | 0    | 0          | 0                                          | 0           |
| Sergio Ahumada     | 237' | 5     | 1 | 4                         | 1                         | 2    | 0          | 0                                          | 0           |
| José Guajardo      | 58'  | 2     | 0 | 2                         | 0                         | 0    | 0          | 0                                          | 0           |
| Nelson Acosta      | 90'  | 1     | 0 | 1                         | 0                         | 0    | 0          | 0                                          | 0           |

### Copa Libertadores 1980
| Seizoen                                                                                 | Datum      | Wedstrijden           | Wedstrijden | Wedstrijden           | Uitslag |
| --------------------------------------------------------------------------------------- | ---------- | --------------------- | ----------- | --------------------- | ------- |
| 1980 Groep 5                                                                            | 19.03.1980 | Colo-Colo             | –           | CD O'Higgins          | 1 – 1   |
| 1980 Groep 5                                                                            | 25.03.1980 | Club Sol de América   | –           | CD O'Higgins          | 1 – 4   |
| 1980 Groep 5                                                                            | 28.03.1980 | Cerro Porteño         | –           | CD O'Higgins          | 1 – 0   |
| 1980 Groep 5                                                                            | 16.04.1980 | CD O'Higgins          | –           | Colo-Colo             | 1 – 3   |
| 1980 Groep 5                                                                            | 22.04.1980 | CD O'Higgins          | –           | Club Sol de América   | 2 – 0   |
| 1980 Groep 5                                                                            | 25.04.1980 | CD O'Higgins          | –           | Cerro Porteño         | 0 – 0   |
| CD O'Higgins eindigt op doelsaldo als eerste in groep 5 en bereikt de halve finales     |            |                       |             |                       |         |
| 1980 Groep B                                                                            | 21.05.1980 | CD O'Higgins          | –           | Nacional Montevideo   | 0 – 1   |
| 1980 Groep B                                                                            | 11.06.1980 | CD O'Higgins          | –           | Club Olimpia Asunción | 0 – 1   |
| 1980 Groep B                                                                            | 09.07.1980 | Club Olimpia Asunción | –           | CD O'Higgins          | 2 – 0   |
| 1980 Groep B                                                                            | 16.07.1980 | Nacional Montevideo   | –           | CD O'Higgins          | 2 – 0   |
| CD O'Higgins eindigt als derde en laatste in groep B en is uitgeschakeld voor de finale |            |                       |             |                       |         |

| Naam               | Min. | Duels | B  | Werd in het veld gebracht | Werd van het veld gehaald | Goal | Kreeg geel | Kreeg voor de tweede keer geel en dus rood | Weggestuurd |
| ------------------ | ---- | ----- | -- | ------------------------- | ------------------------- | ---- | ---------- | ------------------------------------------ | ----------- |
| Miguel Leyes       | 892' | 10    | 10 | 0                         | 1                         | 0    | 0          | 0                                          | 0           |
| Miguel Ángel Neira | 900' | 10    | 10 | 0                         | 0                         | 3    | 0          | 0                                          | 0           |
| René Serrano       | 900' | 10    | 10 | 0                         | 0                         | 0    | 0          | 0                                          | 0           |
| Juvenal Vargas     | 900' | 10    | 10 | 0                         | 0                         | 0    | 0          | 0                                          | 0           |
| Osvaldo Vargas     | 900' | 10    | 10 | 0                         | 0                         | 0    | 0          | 0                                          | 0           |
| Juan Núñez         | 881' | 10    | 9  | 1                         | 1                         | 2    | 0          | 0                                          | 0           |
| Washington Olivera | 746' | 10    | 10 | 0                         | 3                         | 2    | 0          | 0                                          | 0           |
| Santiago Gatica    | 720' | 9     | 9  | 0                         | 1                         | 0    | 0          | 0                                          | 0           |
| Luis Droguett      | 720' | 8     | 8  | 0                         | 0                         | 0    | 0          | 0                                          | 0           |
| Nelson Acosta      | 630' | 7     | 7  | 0                         | 0                         | 0    | 0          | 0                                          | 0           |
| Guido Coppa        | 601' | 7     | 7  | 0                         | 1                         | 1    | 0          | 0                                          | 0           |
| Bernardo Gallardo  | 430' | 5     | 5  | 0                         | 1                         | 0    | 0          | 0                                          | 0           |
| Waldo Quiroz       | 319' | 5     | 3  | 2                         | 0                         | 0    | 0          | 0                                          | 0           |
| Leonidas Burgos    | 83'  | 3     | 0  | 3                         | 0                         | 0    | 0          | 0                                          | 0           |
| Héctor Irrazabal   | 270' | 3     | 2  | 1                         | 0                         | 0    | 0          | 0                                          | 0           |
| José Carlos Quiroz | 8'   | 1     | 0  | 1                         | 0                         | 0    | 0          | 0                                          | 0           |

### Copa Libertadores 1984
| Seizoen                                                                              | Datum      | Wedstrijden          | Wedstrijden | Wedstrijden          | Uitslag |
| ------------------------------------------------------------------------------------ | ---------- | -------------------- | ----------- | -------------------- | ------- |
| 1984 Groep 2                                                                         | 14.03.1984 | Universidad Católica | –           | CD O'Higgins         | 2 – 0   |
| 1984 Groep 2                                                                         | 28.03.1984 | Club Blooming        | –           | CD O'Higgins         | 3 – 0   |
| 1984 Groep 2                                                                         | 01.04.1980 | Club Bolívar         | –           | CD O'Higgins         | 5 – 1   |
| 1984 Groep 2                                                                         | 25.04.1984 | CD O'Higgins         | –           | Universidad Católica | 0 – 2   |
| 1984 Groep 2                                                                         | 02.05.1984 | CD O'Higgins         | –           | Club Blooming        | 3 – 4   |
| 1984 Groep 2                                                                         | 09.05.1984 | CD O'Higgins         | –           | Club Bolívar         | 0 – 0   |
| CD O'Higgins eindigt als vierde en laatste en is uitgeschakeld voor de halve finales |            |                      |             |                      |         |

| Naam               | Min. | Duels | B | Werd in het veld gebracht | Werd van het veld gehaald | Goal | Kreeg geel | Kreeg voor de tweede keer geel en dus rood | Weggestuurd |
| ------------------ | ---- | ----- | - | ------------------------- | ------------------------- | ---- | ---------- | ------------------------------------------ | ----------- |
| Michel Atanasovic  | 450' | 6     | 6 | 0                         | 1                         | 0    | 0          | 0                                          | 0           |
| Leonidas Burgos    | 540' | 6     | 6 | 0                         | 0                         | 1    | 0          | 0                                          | 0           |
| Gabriel Jería      | 481' | 6     | 5 | 1                         | 1                         | 0    | 0          | 0                                          | 0           |
| Waldo Quiroz       | 540' | 6     | 6 | 0                         | 0                         | 0    | 0          | 0                                          | 0           |
| Osvaldo Vargas     | 540' | 6     | 6 | 0                         | 0                         | 0    | 0          | 0                                          | 0           |
| Aníbal González    | 373' | 5     | 3 | 2                         | 0                         | 0    | 0          | 0                                          | 0           |
| René Serrano       | 360' | 5     | 5 | 0                         | 0                         | 1    | 0          | 0                                          | 1           |
| Marcos Cari        | 360' | 4     | 3 | 1                         | 0                         | 1    | 0          | 0                                          | 0           |
| Luis Droguett      | 270' | 4     | 4 | 0                         | 1                         | 0    | 0          | 0                                          | 0           |
| Edgardo Geoffroy   | 202' | 4     | 4 | 0                         | 2                         | 1    | 0          | 0                                          | 0           |
| José Guajardo      | 268' | 4     | 0 | 4                         | 0                         | 0    | 0          | 0                                          | 0           |
| Cristian Trejos    | 360' | 4     | 4 | 0                         | 0                         | 0    | 0          | 0                                          | 0           |
| Héctor Irrazabal   | 226' | 3     | 3 | 0                         | 1                         | 0    | 0          | 0                                          | 0           |
| Juan Orellana      | 160' | 3     | 3 | 0                         | 2                         | 0    | 0          | 0                                          | 0           |
| Bernardo Gallardo  | 90'  | 2     | 2 | 0                         | 0                         | 0    | 0          | 0                                          | 1           |
| Claudio Otermin    | 90'  | 2     | 2 | 0                         | 0                         | 0    | 0          | 0                                          | 1           |
| José Carlos Quiroz | 180' | 2     | 2 | 0                         | 0                         | 0    | 0          | 0                                          | 0           |
| Guido Coppa        | 90'  | 1     | 1 | 0                         | 0                         | 0    | 0          | 0                                          | 0           |
| Ricardo Lee        | 90'  | 1     | 1 | 0                         | 0                         | 0    | 0          | 0                                          | 0           |